# Howland (condado de Penobscot)
Howland es un lugar designado por el censo ubicado en el condado de Penobscot en el estado estadounidense de Maine. En el Censo de 2010 tenía una población de 1.096 habitantes y una densidad poblacional de 54,82 personas por km².

## Geografía
Howland se encuentra ubicado en las coordenadas 45°16′4″N 68°39′33″O / 45.26778, -68.65917. Según la Oficina del Censo de los Estados Unidos, Howland tiene una superficie total de 19.99 km², de la cual 19.26 km² corresponden a tierra firme y (3.65%) 0.73 km² es agua.

## Demografía
Según el censo de 2010, había 1.096 personas residiendo en Howland. La densidad de población era de 54,82 hab./km². De los 1.096 habitantes, Howland estaba compuesto por el 97.9% blancos, el 0.64% eran afroamericanos, el 0.09% eran amerindios, el 0.09% eran asiáticos, el 0% eran isleños del Pacífico, el 0% eran de otras razas y el 1.28% pertenecían a dos o más razas. Del total de la población el 0.46% eran hispanos o latinos de cualquier raza.